# Challes, Sarthe
Challes är en kommun i departementet Sarthe i regionen Pays de la Loire i nordvästra Frankrike. Kommunen ligger i kantonen Le Mans-Est-Campagne som tillhör arrondissementet Le Mans. År 2022 hade Challes 1 161 invånare.

## Befolkningsutveckling
Antalet invånare i kommunen Challes
| Referens: INSEE |